# Taxithelium magnum
Taxithelium magnum är en bladmossart som beskrevs av Fleischer 1923. Taxithelium magnum ingår i släktet Taxithelium och familjen Sematophyllaceae. Inga underarter finns listade i Catalogue of Life.